# 南那珂郡

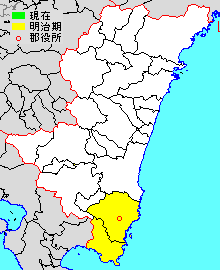
宮崎県南那珂郡の位置

南那珂郡（みなみなかぐん）は、宮崎県にあった郡。

## 郡域
1884年（明治17年）に行政区画として発足した当時の郡域は、現在の日南市・串間市にあたる。

## 歴史

### 郡発足までの沿革
- 「旧高旧領取調帳」に記載されている明治初年時点での、那珂郡のうち後の本郡域の支配は以下の通り。（53村）

| 知行   | 知行       | 村数 | 村名 |
| ------ | ---------- | ---- | --- |
| 幕府領 | 飫肥藩預地 | 5村  | 松永村、下東弁分村、益安村、平山村、風田村 |
| 幕府領 | 旗本領     | 1村  | 上東弁分村 |
| 藩領   | 日向飫肥藩 | 29村 | 酒谷村、吉野方村、楠原村、板敷村、星倉村、戸高村、平野村、西弁分村、隈谷村、北河内村、郷之原村、大藤村、殿所村、宮浦村、富土村、伊比井村、塚田村、大窪村、萩之嶺村、毛吉田村、上方村、下方村、橋ノ口村、谷ノ口村、中村、津屋野村、潟上村、脇本村、熱波村 |
| 藩領   | 日向高鍋藩 | 18村 | 大納村、南方村、北方村、西方村、高松村、崎田村、市木村、大矢取村、一氏村、大平村、奈留村、六郎坊村、秋山村、奴久見村、都井村、本城村、御崎村、海北村 |

- 慶応4年
  - 閏4月25日（1868年6月15日） - 幕府領が富高県の管轄となる。
  - 8月17日（1868年10月2日） - 富高県の管轄区域が日田県の管轄となる。
- 明治3年（1870年） - 旗本領が日田県の管轄となる。
- 明治4年
  - 2月 - 領知替えにより、日田県の管轄地域が延岡藩領となる。
  - 7月14日（1871年8月29日） - 廃藩置県により、飫肥県、高鍋県、延岡県の管轄となる。
  - 11月14日（1871年12月25日） - 第1次府県統合により、後の南那珂郡域が都城県の管轄となる。
- 明治6年（1873年）1月15日 - 全域が宮崎県（第1次）の管轄となる。
- 明治8年（1875年） - 六郎坊村・海北村が市木村に合併。（51村）
- 明治9年（1876年）
  - 8月21日 - 第2次府県統合により鹿児島県の管轄となる。
  - 上東弁分村・下東弁分村が合併して東弁分村となる。（50村）
- 明治12年（1879年）2月17日 - 郡区町村編制法の鹿児島県での施行により、行政区画としての那珂郡が発足。「宮崎那珂郡役所」が宮崎郡上別府村に設置され、同郡とともに管轄。
- 明治14年（1881年）7月28日 - 「宮崎那珂郡役所」が「宮崎那珂児湯郡役所」となり、児湯郡とともに管轄。
- 明治15年（1882年）（50村）
  - 南方村の一部（池ノ上・徳間）が分立して串間村となる。
  - 御崎村が大納村に合併。
- 明治16年（1883年）
  - 5月9日 - 宮崎県（第2次）の管轄となる。
  - 平野村の一部が分立して油津村となる。（51村）

### 郡発足以降の沿革

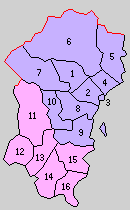
1.飫肥村 2.吾田村 3.油津町 4.東郷村 5.鵜戸村 6.北郷村 7.酒谷村 8.細田村 9.南郷村 10.榎原村 11.大束村 12.福島村 13.北方村 14.本城村 15.市木村 16.都井村（紫：日南市 桃：串間市）

- 明治17年（1884年）1月26日 - 那珂郡のうち飫肥ほか51村の区域をもって南那珂郡が発足。郡役所が飫肥に設置。
- 明治22年（1889年）5月1日 - 町村制の施行により、以下の町村が発足。（1町15村）
  - 飫肥村 ← 楠原村、吉野方村、板敷村、本町[注釈 4]、今町[注釈 5]（現・日南市）
  - 吾田村 ← 星倉村、隈谷村、戸高村、平野村、西弁分村（現・日南市）
  - 油津町（油津村が単独町制。現・日南市）
  - 東郷村 ← 益安村、松永村、東弁分村、平山村、風田村、殿所村（現・日南市）
  - 鵜戸村 ← 宮浦村、伊比井村、富土村（現・日南市）
  - 北郷村 ← 郷之原村、大藤村、北河内村（現・日南市）
  - 酒谷村（単独村制。現・日南市）
  - 細田村 ← 毛吉田村、萩之嶺村、上方村、下方村、塚田村（現・日南市）
  - 南郷村 ← 津屋野村、谷ノ口村、脇本村、中村、潟上村、熱波村（現・日南市）
  - 榎原村 ← 大窪村、橋ノ口村（現・日南市）
  - 大束村 ← 奈留村、大平村、一氏村、大矢取村（現・串間市）
  - 福島村 ← 奴久見村、高松村、西方村（現・串間市）
  - 北方村 ← 南方村、北方村、秋山村、串間村（現・串間市）
  - 本城村 ← 本城村、崎田村（現・串間市）
  - 市木村（単独村制。現・串間市）
  - 都井村 ← 都井村、大納村（現・串間市）
- 明治30年（1897年）4月1日 - 郡制を施行。
- 明治33年（1900年）1月1日 - 飫肥村が町制施行して飫肥町となる。（2町14村）
- 大正12年（1923年）4月1日 - 郡会が廃止。郡役所は存続。
- 大正15年（1926年）
  - 7月1日 - 郡役所が廃止。以降は地域区分名称となる。
  - 10月1日 - 福島村が町制施行して福島町となる。（3町13村）
- 昭和15年（1940年）12月1日 - 南郷村が町制施行して南郷町となる。（4町12村）
- 昭和16年（1941年）1月1日 - 細田村が町制施行して細田町となる。（5町11村）
- 昭和17年（1942年）7月1日 - 南那珂地方事務所が飫肥町に置かれ、南那珂郡を管轄する。
- 昭和23年（1948年）5月3日 - 吾田村が町制施行して吾田町となる。（6町10村）
- 昭和25年（1950年）1月1日 - 飫肥町・吾田町・油津町・東郷村が合併して日南市が発足し、郡より離脱。（3町9村）
- 昭和26年（1951年）1月1日 - 福島町・北方村が合併し、改めて福島町が発足。（3町8村）
- 昭和29年（1954年）11月3日 - 福島町・大束村・本城村・都井村・市木村が合併して串間市が発足し、郡より離脱。（2町4村）
- 昭和30年（1955年）2月11日 - 細田町・鵜戸村が日南市に編入。（1町3村）
- 昭和31年（1956年）4月1日（1町1村）
  - 酒谷村が日南市に編入。
  - 榎原村が分割し、一部（橋ノ口および大窪の一部）が南郷町、残部（大窪の残部）が日南市にそれぞれ編入。
- 昭和34年（1959年）1月1日 - 北郷村が町制施行して北郷町となる。（2町）
- 平成21年（2009年）3月30日 - 北郷町・南郷町が日南市と合併し、改めて日南市が発足。同日南那珂郡消滅。宮崎県内では1896年の郡再編以来、初の郡消滅となった。

### 変遷表
| 明治22年以前 | 明治22年5月1日 | 明治22年 - 昭和19年                | 昭和20年 - 昭和29年   | 昭和20年 - 昭和29年    | 昭和30年 - 昭和63年                                | 平成1年 - 現在         | 現在   |
| ------------ | -------------- | ---------------------------------- | --------------------- | ---------------------- | -------------------------------------------------- | ---------------------- | ------ |
|              | 油津町         | 油津町                             | 油津町                | 昭和25年1月1日 日南市  | 日南市                                             | 平成21年3月30日 日南市 | 日南市 |
|              | 吾田村         | 明治41年 平野の一部を 油津町に編入 | 昭和23年5月3日 町制   | 昭和25年1月1日 日南市  | 日南市                                             | 平成21年3月30日 日南市 | 日南市 |
|              | 飫肥村         | 明治33年1月1日 町制                | 飫肥町                | 昭和25年1月1日 日南市  | 日南市                                             | 平成21年3月30日 日南市 | 日南市 |
|              | 東郷村         | 東郷村                             | 東郷村                | 昭和25年1月1日 日南市  | 日南市                                             | 平成21年3月30日 日南市 | 日南市 |
|              | 細田村         | 昭和16年1月1日 町制                | 細田町                | 細田町                 | 昭和30年2月11日 日南市に編入                       | 平成21年3月30日 日南市 | 日南市 |
|              | 鵜戸村         | 鵜戸村                             | 鵜戸村                | 鵜戸村                 | 昭和30年2月11日 日南市に編入                       | 平成21年3月30日 日南市 | 日南市 |
|              | 酒谷村         | 酒谷村                             | 酒谷村                | 酒谷村                 | 昭和31年4月1日 日南市に編入                        | 平成21年3月30日 日南市 | 日南市 |
|              | 榎原村         | 榎原村                             | 榎原村                | 榎原村                 | 昭和31年4月1日 日南市に編入 （大窪の一部）         | 平成21年3月30日 日南市 | 日南市 |
|              | 榎原村         | 榎原村                             | 榎原村                | 榎原村                 | 昭和31年4月1日 南郷町に編入 （椿ノ口・大窪の一部） | 平成21年3月30日 日南市 | 日南市 |
|              | 南郷村         | 昭和15年12月1日 町制               | 南郷町                | 南郷町                 | 南郷町                                             | 平成21年3月30日 日南市 | 日南市 |
|              | 北郷村         | 北郷村                             | 北郷村                | 北郷村                 | 昭和34年1月1日 町制                                | 平成21年3月30日 日南市 | 日南市 |
|              | 福島村         | 大正15年10月1日 町制               | 昭和26年1月1日 福島町 | 昭和29年11月3日 串間市 | 串間市                                             | 串間市                 | 串間市 |
|              | 北方村         | 北方村                             | 昭和26年1月1日 福島町 | 昭和29年11月3日 串間市 | 串間市                                             | 串間市                 | 串間市 |
|              | 大束村         | 大束村                             | 大束村                | 昭和29年11月3日 串間市 | 串間市                                             | 串間市                 | 串間市 |
|              | 本城村         | 本城村                             | 本城村                | 昭和29年11月3日 串間市 | 串間市                                             | 串間市                 | 串間市 |
|              | 市木村         | 市木村                             | 市木村                | 昭和29年11月3日 串間市 | 串間市                                             | 串間市                 | 串間市 |
|              | 都井村         | 都井村                             | 都井村                | 昭和29年11月3日 串間市 | 串間市                                             | 串間市                 | 串間市 |

## 行政
歴代郡長
| 代 | 氏名 | 就任年月日                | 退任年月日                | 備考                   |
| -- | ---- | ------------------------- | ------------------------- | ---------------------- |
| 1  |      | 明治17年（1884年）1月26日 |                           |                        |
|    |      |                           | 大正15年（1926年）6月30日 | 郡役所廃止により、廃官 |